# 한화임팩트
한화임팩트(Hanwha Impact)는 대한민국의 기업이다. 한화그룹 계열사로 수소에너지 및 유전 사업에 투자하는 투자 사업과 고순도 테레프탈산의 제조 사업을 병행하는 투자형 지주회사다.

## 연혁
- 1974년 7월 삼성석유화학 설립
- 1988년 5월 19일 삼성종합화학 설립
- 1992년 유화업계 최초로 수출 1억불탑을 수상
- 1999년 1월 '삼성에스엠'을 흡수 합병
- 1999년 4월 삼성 대규모기업집단 소속회사로 지정
- 2001년 2월 복합 공정 ISO(국제표준화기구) 9001 인증 및 자동차용 소재 QS 9000 인증을 획득
- 2003년 영업활동과 관련된 대부분의 자산부채를 프랑스 토탈과 함께 세운 합작법인 '삼성아토피나(현 한화토탈)'로 이전하고 비금융지주회사가 됨[2]
- 2014년 6월 '삼성석유화학'을 흡수 합병[3]
- 2015년 5월 한화그룹에 인수되어 '한화종합화학'으로 사명 변경
- 2021년 9월 한화임팩트로 사명 변경

## 본점 및 지점 현황
- 본점: 울산광역시 남구 사평로 71 (부곡동)
- 서울지점: 서울특별시 중구 세종대로 92, 17층 (태평로2가, 한화금융센터 태평로)
- 서산지점: 충청남도 서산시 대산읍 독곶2로 103